# Plesianthidium bruneipes
Plesianthidium bruneipes är en biart som först beskrevs av Heinrich Friese 1913.  Plesianthidium bruneipes ingår i släktet Plesianthidium och familjen buksamlarbin. Inga underarter finns listade i Catalogue of Life.